# Rougemont, Côte-d'Or
 Rougemont  là một xã thuộc tỉnh Côte-d’Or trong vùng Bourgogne miền đông nước Pháp.